# Калуді Калудов
Калуді Купенов Калудов (нар. 15 березня 1953, село Любен-Каравелово, Варненська область, Болгарія) — болгарський оперний співак, тенор.